# Лекниц
Лекниц (њем. Löcknitz) општина је у њемачкој савезној држави Мекленбург-Западна Померанија. Једно је од 54 општинска средишта округа Икер-Рандов. Према процјени из 2010. у општини је живјело 3.059 становника. Посједује регионалну шифру (AGS) 13062033.

## Географски и демографски подаци
Лекниц се налази у савезној држави Мекленбург-Западна Померанија у округу Икер-Рандов. Општина се налази на надморској висини од 34 метра. Површина општине износи 22,7 km². У самом мјесту је, према процјени из 2010. године, живјело 3.059 становника. Просјечна густина становништва износи 135 становника/km².